# Akira Homma
Akira Homma (Presidente Venceslau, 12 de agosto de 1939) é um médico veterinário e pesquisador brasileiro. Formou-se pela Universidade Federal Fluminense, em 1967, e concluiu doutorado em Ciências, em 1972, na Baylor College of Medicine, em Houston (EUA). Participou ativamente da fundação de Bio-Manguinhos, o Instituto de Tecnologia em Imunobiológicos da Fundação Oswaldo Cruz (Fiocruz), atuando na sua gestão, entre 1976 e 1989, e, posteriormente, entre 2001 e 2009. Ocupou a Presidência da Fiocruz, entre 1989 e 1990, com a renúncia de Sérgio Arouca, para disputar as eleições presidenciais.
Coordenou o Programa Nacional de Autossuficiência em Imunobiológicos (PASNI), do Ministério da Saúde, entre 1990 e 1991. Também atuou em programas da Organização Pan-Americana da Saúde. Foi apontado pela organização internacional Vaccination como uma das pessoas mais importantes na produção de vacinas em todo o mundo. Foi homenageado com a Medalha do Mérito em Ciências Farmacêuticas, concedida pela Academia de Ciências Farmacêuticas do Brasil e a Academia Nacional de Farmácia, a Comenda da Ordem do Sol Nascente, Raios de Ouro com Laço, atribuída pelo Imperador do Japão, e a Medalha de Mérito Oswaldo Cruz (categoria ouro), outorgada pela Presidência da República do Brasil.